# Brian Bailey
Brian Bailey (* 20. August 1932 in Edstaston, Shropshire; † 16. Juli 2022) war ein britischer Sportschütze.

## Karriere
Brian Bailey wurde in Edstaston, Shropshire geboren und zog im Alter von vier Jahren nach Wem. Sein Vater besaß dort ein Transportunternehmen für Kohle, wo Brian Bailey als Jugendlicher mit arbeitete. Später führte er das Unternehmen Edwards and Bailey Coal Merchants, welches später sein Sohn Ian übernahm. 
Als Sportschütze belegte Bailey bei den Olympischen Spielen 1972 in München im Trapwettkampf den 25. Platz. In der gleichen Disziplin gewann er zwei Jahre später bei den British Commonwealth Games in Christchurch Silber. Darüber hinaus gewann er auf nationaler Ebene das Dougall Memorial sowie den British Clay Pigeon Shooting Grand Prix.
Nach seiner aktiven Karriere war er als Trainer für die britische Schützennationalmannschaft tätig und betreute diese bei den Weltmeisterschaften 1986 sowie bei den Olympischen Spielen 1988 in Seoul.
Die Stadt Wem ernannte Brian zum Ehrenbürger und benannte nach ihm eine Straße, die Bailey Close.